# Willy Chinyama
Willy Chinyama (ur. 19 kwietnia 1984 w Lusace) – zambijski piłkarz grający na pozycji obrońcy.

## Kariera klubowa
Karierę piłkarską Chinyama rozpoczął w klubie Forest Rangers FC z miasta Ndola. W jego barwach zadebiutował w 2003 roku w rozgrywkach zambijskiej Premier League. W 2007 roku odszedł do lokalnego rywala ZESCO United. W 2007 roku wywalczył mistrzostwo Zambii oraz zdobył Tarczę Dobroczynności i Coca Cola Cup. W 2008 roku obronił z ZESCO tytuł mistrzowski. W sezonie 2010 sięgnął po dublet - mistrzostwo i Puchar Zambii. W latach 2012–2013 grał w Lime Hotspurs FC.

## Kariera reprezentacyjna
W reprezentacji Zambii Chinyama zadebiutował w 2007 roku. Z kolei w 2008 roku powołano go na Puchar Narodów Afryki 2008. Tam był rezerwowym i nie wystąpił w żadnym spotkaniu. Od 2007 do 2008 rozegrał w kadrze narodowej 14 meczów.